# Gölen (Svarttorps socken, Småland)
Gölen är en sjö i Jönköpings kommun i Småland och ingår i Motala ströms huvudavrinningsområde.